# Tău Bistra, Alba
Tău Bistra este un sat în comuna Șugag din județul Alba, Transilvania, România.

## Obiective turistice
- Rezervația naturală Masa Jidovului (0,2 ha).
- Rezervația naturală Stânca Grunzii (0,2 ha).